# اوتا-کو، توکیو

اوتا

اوتا (به ژاپنی: 大田区) یکی از ۲۳ منطقه ویژه توکیو پایتخت ژاپن است. جمعیت این منطقه در سال ۲۰۰۸ برابر با ۶۷۷٬۳۴۱ نفر و تراکم آن ۱۱٬۳۶۰ نفر در هر کیلومتر مربع بوده‌است. اوتا با مساحت ۵۹٫۴۶ کیلومتر مربع، در بین مناطق ۲۳ گانهٔ توکیو، بزرگترین است.

## نگارخانه

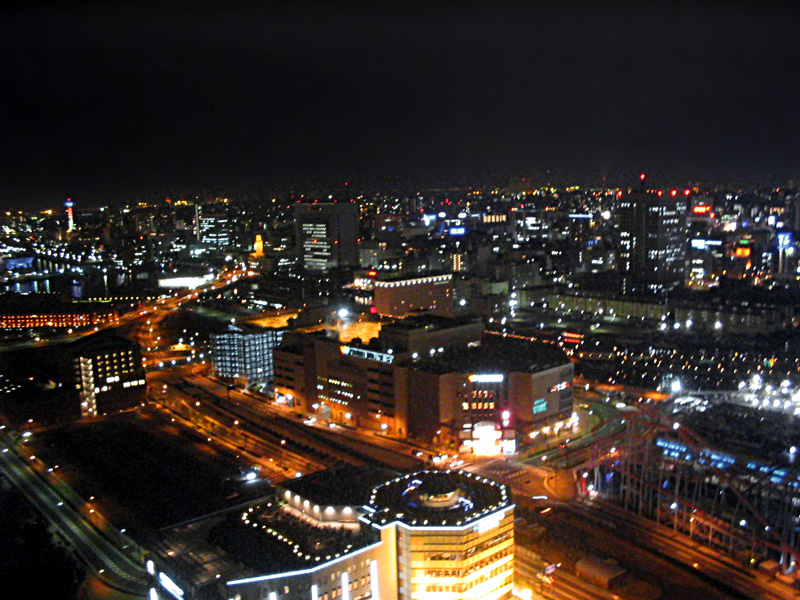
چشم‌انداز کاماتا، اوتا در شب